# Бежура Джоан Фейбі Роннієвна
Джоан Фейбі Бежура (22 жовтня 1991) — українська фехтувальниця на шпагах. Чемпіонка Європейських ігор (2023), чемпіонка України, переможець і призер етапів Кубку світу та міжнародних змагань.

## Життєпис
Народилася у місті Києві в родині українки й громадянина Уганди.
Виступає за ЦСКА (Київ), військовослужбовиця контрактної служби ЗСУ.

## Спортивні досягнення
- 2014 рік. Чемпіонат України (Київ) — 1 (індивідуальна)[1];
- 2015 рік. Чемпіонат України (Київ) — 2 (командна);
- 2015 рік. Кубок України (Київ) — 2 (індивідуальна)[2];
- 2015 рік. Турнір найсильніших (Київ) — 3[3];
- 2015 рік. XXVIII Всесвітня літня Універсіада (Південна Корея) — 1/4 (індивідуальна)[4];
- 2016 рік. Етап Кубка світу (Естонія) — 3 (командна)[5];
- 2016 рік. Етап Кубка світу (Сучжоу, КНР) — 2 (індивідуальна)[6];
- 2016 рік. Етап Кубка світу (Сучжоу, КНР) — 1 (командна)[7];
- 2017 рік. Етап Кубка світу (Леньяно, Італія) — 3 (індивідуальна)[8];
- 2019 рік. VII Всесвітні Ігри серед військовослужбовців (Ухань, Китай) — 2 (командна)[9]
- 2023 рік. Європейські ігри (Краків, Польща) — 1 (індивідуальна)[10];

## Державні нагороди
- Орден княгині Ольги III ст. (7 вересня 2023) — За досягнення високих спортивних результатів на III Європейських іграх у м. Кракові (Республіка Польща), виявлені самовідданість та волю до перемоги, піднесення міжнародного авторитету України.[11]